# Калмыцкий кавалерийский корпус
Калмыцкий кавалерийский корпус (нем. Kalmücken-Kavallerie-Korps) — вооружённое формирование, принимавшее участие во Второй мировой войне на стороне нацистской Германии. 
Был создан после оккупации территории Калмыцкой АССР немецкими войсками летом 1942 года. Обладал тем же статусом, как и другие национальные вооружённые формирования вермахта, сформированные из представителей иных народов СССР.
Наименования:
- первоначально «спецподразделение абвергруппы-103»[5] (нем. Abwehrgruppe-103)
- позднее Калмыцкое соединение доктора Долля, (нем. Kalmücken Verband Dr. Doll, калм. Доктор Доллин Хальмг Мөртә Церг[5])

## Предшествующие события
В середине июля 1942 года немецкая группа армий «Юг»  была разделена на две части. Южную группу армий «А» возглавил генерал-фельдмаршал Вильгельм фон Лист, она должна была наступать на Кавказ с целью захвата Баку. Северная группа армий «Б», которой командовал генерал-фельдмаршал фон Бок, должна была продолжать наступление на Воронеж и Сталинград. При этом, между немецкими армейскими группами «А» и «Б» осталась «ничейная земля» — Калмыцкие и Сальские степи, через которые для немецкого командования открывался путь к низовьям Волги и городу Астрахань (который в это время являлся важным пунктом снабжения Северо-Кавказского и Сталинградского фронтов; кроме того, недалеко от города шла перегрузка на речные суда стратегических поставок нефти), а для советского командования - возможность нанесения ударов по коммуникациям противника. Обе стороны одновременно осознавали это обстоятельство.
10 августа 1942 года немцы заняли райцентр Приютное, а 12 августа — Элисту.
15 августа 1942 года советские войска отступили на линию Малые Дербеты — озеро Сарпа — совхоз «Сарпинский» — Ханата.
27 августа 1942 года ударная группа вермахта (два немецких мотопехотных полка, два дивизиона артиллерии и 30 танков) перешла в наступление в районе Яшкуля, 29 августа советские войска с боями оставили Яшкуль, 30 августа 1942 немцами была занята Утта, 31 августа — Хулхута. Дальнейшее продвижение немецко-румынских войск было остановлено на линии посёлков Хулхута — Юста — станция Енотаевская. Хулхута стала самым восточным пунктом продвижения немецких войск. Она была освобождена 21 ноября 1942 года в ходе контрнаступления советских войск под Сталинградом.
Таким образом, в конечном итоге, немецко-румынскими войсками была оккупирована большая часть Калмыцкой АССР — город Элиста и пять улусов, ещё три улуса были оккупированы частично.
В оккупированной Элисте была размещена зондеркоманда 11а спецгруппы D («Зондеркоманда Астрахань»), которой руководил гауптштурмфюрер Рольф Маурер, здесь же были размещены военная комендатура и специальное немецкое подразделение для борьбы с советскими партизанами и разведывательно-диверсионными группами, возглавляемое полковником Вольфом, началось создание вооружённых охранно-полицейских формирований из местных жителей.
Сформированные из местных жителей (калмыков, а также русских и украинцев — местных уроженцев и раскулаченных и высланных в Калмыкию из соседних Ставропольского, Краснодарского краев и Ростовской области) вооружённые формирования использовались немцами для охраны объектов, несения патрульной службы, охраны флангов немецких подразделений, ведения разведки и наблюдения, борьбы с советскими партизанами и разведывательно-диверсионными группами.

## История

### В Калмыкии
Первым калмыцким формированием можно назвать спецподразделение абвергруппы-103. Оно было создано из добровольцев-военнопленных для ведения разведки на территории Калмыцкой АССР (такие подразделения создавались повсюду под флагом «абвергруппы-103»). Возглавлял его зондерфюрер Отто Верба (он же доктор Долль). Позывной радиостанции «Краних» («Журавль»).
В сентябре 1942 года командир 16-й моторизованной дивизии генерал-майор Зигфрид Хенрици сформировал в Элисте калмыцкий кавалерийский эскадрон из бывших красноармейцев (добровольно перешедших на сторону немецких войск и бывших военнопленных) и местных жителей. Военнослужащие эскадрона были вооружены трофейным советским оружием. При этом, количество калмыков-военнопленных было сравнительно невелико, основную часть составляли добровольцы, причём многие приходили к немцам со своими лошадьми и своим оружием. На немецкой службе они зарекомендовали себя положительно, и опыт создания калмыцких частей был продолжен. Началось формирование второго эскадрона.
В дальнейшем, оба калмыцких кавалерийских эскадрона были переданы из подчинения 16-й моторизованной дивизии в подчинение армейского командования и получили новое наименование:
- 1-й калмыцкий кавалерийский эскадрон 16-й моторизованной дивизии получил наименование 1/66 калмыцкий кавалерийский эскадрон (1. Kalmückenschwadron 66);
- 2-й калмыцкий кавалерийский эскадрон 16-й моторизованной дивизии получил наименование 2/66 калмыцкий кавалерийский эскадрон (2. Kalmückenschwadron 66);

Первоначально, в сентябре и начале октября 1942 года часть личного состава калмыцких кавалерийских эскадронов носила советское обмундирование со снятыми знаками различия и нарукавной повязкой (белого цвета с надписью «In den Dienst der Wehrmacht» или повязки жёлтого цвета), однако единой формы одежды установлено не было. Помимо верховых и вьючных лошадей, в качестве транспорта в этот период использовались запряжённые верблюдами телеги. В октябре 1942 года личный состав эскадронов получил немецкую полевую армейскую форму и немецкие стальные каски. Однако и в дальнейшем по меньшей мере отдельные военнослужащие продолжали ношение элементов национального костюма (например, меховых шапок, халатов…) и гражданской одежды.
К концу ноября 1942 года на стороне немцев воевало 4 эскадрона калмыков, объединённых в «калмыцкое соединение доктора Долля» (нем. Kalmücken Verband Dr. Doll), общее руководство которым осуществлял немецкий штаб «абвергруппы-103» во главе с зондерфюрером Рудольфом (Отто) Верба, носившим псевдоним «доктор Отто Долль». Эскадроны принимали непосредственное участие в боевых действиях против СССР и советских партизан.
- так, в начале ноября 1942 года рота солдат 16-й моторизованной дивизии вермахта, эскадрон казаков и эскадрон калмыков окружили и атаковали сводный разведывательно-диверсионный отряд В. Н. Кравченко и И. Н. Чернышова (39 человек). В результате, советские разведчики потеряли 8 человек (2 убитыми, 4 пропавшими без вести, ещё двое попали в плен), запасы продовольствия, боеприпасы и тёплой одежды (сгоревшие в подожжённых немцами зарослях) и были вынуждены прекратить выполнение задания и выйти в расположение советских войск[20].
- около 1000 калмыков участвовали в боевых действиях против советских войск на астраханском направлении[21].

20 ноября 1942 года войска Сталинградского фронта перешли в наступление, началось немецкое отступление из Калмыкии.
- 20 декабря 1942 года в коллаборационистской газете «Свободная земля» была опубликована статья о награждении «за особую отвагу в борьбе с жидо-большевистскими угнетателями» немецким знаком отличия для восточных народов II класса «в бронзе» с мечами на тёмно-зелёной ленте первых пяти военнослужащих калмыцкого эскадрона[22].
- 31 декабря 1942 года несколько эскадронов Калмыцкого кавалерийского корпуса совместно с иными немецкими и «восточными» подразделениями вермахта участвовали в боях в районе Элисты против наступающих войск 28-й армии Сталинградского фронта[23].

В январе 1943 года в составе немецких войск имелось 10 калмыцких эскадронов (численностью от 300 до 40 человек), они были подчинены командованию 444-й охранной дивизии вермахта и участвовали в оборонительных боях против советских войск на рубеже реки Маныч. 27 января 1943 года калмыцкие части были переданы в подчинение 3-й танковой дивизии вермахта.
После отступления немцев из Калмыкии, которое считалось временным, корпус использовался немцами для охраны тыловых коммуникаций, несколько отрядов были оставлены для действий в тылу Красной Армии. До 19 марта 1943 года из числа скрывавшихся на территории Калмыцкой АССР легионеров калмыцкого кавалерийского корпуса 46 было убито, 30 было захвачено с оружием и ещё 334 добровольно сдалось; у них было изъято 7 пулемётов и автоматов, 133 винтовки и 5018 шт. патронов. К концу декабря 1943 года эти группы были в основном ликвидированы НКВД, продолжали действовать лишь 4 группы общей численностью 17 человек.

### На Украине
Весной 1943 года калмыцкие эскадроны вместе с казаками несли охрану побережья Азовского моря, а в мае 1943 г. были собраны в районе Херсона, где штабом 4-й танковой армии генерала В. Неринга было сформировано несколько новых эскадронов.
По состоянию на 21 июля 1943 года, в составе корпуса имелись штаб и 4 дивизиона (по 5 эскадронов и одной разведгруппе в каждом из них). Общая численность корпуса составляла около 3000 человек (из них 71 немцев) и 1800 лошадей, на вооружении имелось 14 лёгких миномётов, 5 ручных пулемётов, 1 станковый пулемёт, 61 автомат, 2000 винтовок и 85 пистолетов.
С осени 1943 года Калмыцкий кавалерийский корпус использовался для охраны коммуникаций на правобережье Днепра, находясь в подчинении 444-й и 213-й охранных дивизий и командования тылового района 6-й армии.
1 октября 1943 года в районе селения Яшкуль с немецкого самолёта была сброшена группа из пяти парашютистов — агентов абвера, имевших задачу установить связь с антисоветскими элементами на территории Калмыкии (старший группы — Б. Б. Огдонов; радист — А. Д. Ворона-Мартынюк, а также С. М. Эренценов, Х. О. Эрдниев и М. Халгаев). Во время приземления Халгаев разбился, а Эрдниев — покинул группу и пришёл с повинной в НКВД, в дальнейшем органами госбезопасности был задержан Ворона-Мартынюк, но Эренцов и Огдонов сумели скрыться от преследования.
2 декабря 1943 года соединение корпуса под командованием Абуширова (четыре кавалерийских эскадрона и истребительный батальон) общей численностью 1 тысяча человек совместно с подразделениями немецкой полевой жандармерии провели антипартизанскую операцию по прочёсыванию днепровских плавней. В последующие дни помимо сводного отряда Абуширова в операции приняло участие калмыцкое подразделение под командованием Чилгирова. Во время операции 50 партизан было убито и 51 взят в плен. 13 декабря 1943 года в бою с калмыками погиб один и захвачен в плен 31 советский партизан. По приказу немецкого военного командования, за наведение порядка в тылу 40-й танковой дивизии вермахта и в связи с Рождеством 54 калмыка были награждены орденами Третьего рейха.
Кроме того, в декабре 1943 года в районе города Новый Буг были расстреляны ещё 40 человек.
В январе 1944 года корпус находился в немецком тылу в прифронтовой зоне на участке против 2-го Украинского фронта. Добровольно перешедшие на советскую сторону военнослужащие корпуса Турбеев и Бурулов сообщили, что перед корпусом были поставлены задачи по охране мостов и военно-промышленных объектов в тылу немецких войск, а также по выявлению и уничтожению партизан и советских патриотов.
В начале мая 1944 года подразделение «калмыцкого корпуса» устроило бойню в селе Журавно Львовской области.
15 мая того же года на Закерзонье возле Нового Села (Любачевский повят Подкарпатского воеводства Польши) 250 бойцов калмыцкого корпуса были атакованы сотней УПА под командованием Ивана «Зализняка» Шпонтака. После часового боя подразделение отступило. Националисты взяли трофеи в виде оружия (несколько автоматов и винтовок, и пулемёт MG-42) и большого боекомплекта к нему.
Весной 1944 года из калмыцких легионеров абвером было подготовлено десантное подразделение, предназначенное для переброски на территорию Калмыкии с целью ведения диверсионно-террористической работы в советском тылу и организации антисоветского восстания на территории Калмыкии. Этот план был сорван советскими органами госбезопасности:
- 23 мая 1944 года из Румынии вылетел самолёт «юнкерс-290А», в котором находились 24 диверсанта под командованием немецкого капитана Э. фон Шеллера с грузом продовольствия, оружия, аэродромных фонарей и радиоаппаратуры; задачей группы была организация полевого аэродрома для переброски подкреплений и грузов и активизация антисоветской деятельности в Калмыкии. Самолёт был обнаружен и в районе селения Утта — расстрелян на земле двумя советскими истребителями, в последовавшем бою с советскими подразделениями были уничтожены 3 члена экипажа и 4 диверсанта[24], 12 человек (6 немцев и 6 диверсантов) были взяты в плен, остальные скрылись[26].
- в дальнейшем, в результате радиоигры «Арийцы», 10 августа 1944 года в район селения Яшкуль немцы направили военно-транспортный самолёт «фокке-вульф-200», на борту которого находились 5 членов экипажа, 2 немецких офицера и 30 диверсантов. Самолёт совершил посадку в указанном месте и был подожжён в бою на взлётной полосе. Также, в этом бою были убиты 2 члена экипажа и 15 диверсантов, пленены 5 немцев и 1 диверсант, захвачены 20 выброшенных с парашютами тюков с грузом оружия и боеприпасов. Трое суток спустя был захвачен в плен ещё один диверсант — лейтенант корпуса Долля по кличке «Ящур»[24].

28 мая 1944 года Калмыцкий кавалерийский корпус прибыл в район Яновских лесов и занял ряд деревень вокруг лесного массива.
В течение лета и осени 1944 года корпус участвовал в боях против Красной Армии и партизан на территории Западной Украины и Польши.
- 11−15 июня 1944 года — подразделения корпуса (совместно с другими немецкими частями) при поддержке авиации принимали участие в немецкой антипартизанской операции «Штурмвинд I» против отрядов советских и польских партизан в Липских и Яновских лесах. После продолжительных боёв, 14 июня немецкие части сумели окружить партизан, но в ночь с 14 на 15 июня они прорвались в Билгорайские леса, а затем, вновь прорвав кольцо окружения, ушли в Немировские леса. Во время прорыва из окружения, 15 июня 1944 года партизанами был атакован и разгромлен штаб корпуса (в результате атаки, было уничтожено 40 калмыцких легионеров, захвачены штабные документы, 2 станковых и 4 ручных пулемёта, 130 лошадей и 140 сёдел)[32].
- в дальнейшем, подразделения корпуса (совместно с другими немецкими частями) принимали участие в немецкой антипартизанской операции «Штурмвинд II» (16—25 июня 1944 года) против отрядов советских и польских партизан в Сольской пуще.

### В Польше
По состоянию на 6 июля 1944 года, в составе корпуса имелись штаб и 4 дивизиона (по 6 эскадронов в каждом из них). Общая численность корпуса составляла 3600 человек (из них 92 человека немецкого кадрового персонала: по 2—4 на эскадрон) и 4600 лошадей, на вооружении имелось 6 миномётов, 15 ручных пулемётов, 15 станковых пулемётов, 163 автомата (33 немецких и 135 советских), 2166 винтовок (1092 немецких, 1029 русских, 43 голландских) и 246 пистолетов, также имелось 29 сигнальных ракетниц. Транспорт состоял из 3 грузовиков, 5 легковых автомашин и 504 повозок.
В июле 1944 года подразделения корпуса участвовали в боях против советских войск в районе Люблина, в которых понесли значительные потери. В это же время на должность командира соединения был назначен подполковник Берген.
20 августа 1944 года, в ходе боёв с польскими партизанами Армии Людовой в Сухенднёвском лесном массиве полуэскадрон калмыков — 54 человека под руководством И.С. Манцына перебил немецких офицеров и перешёл на сторону партизан, это событие вызвало замешательство у немецкого командования, операция была приостановлена, другие «восточные» части были отстранены от участия в операции и выведены из района боевых действий.
В январе 1945 года в районе городов Радом и Кельце корпус был разгромлен советскими войсками и направлен на пополнение личным составом. Поскольку конский состав был утрачен в ходе боевых действий, было принято решение о создании пехотных подразделений. На учебном полигоне в Нойхаммере остатки корпуса были пополнены калмыками, прибывшими с Западного фронта, и из Италии, в результате общую численность соединения удалось вновь довести до 5000 человек. Одновременно калмыцкие офицеры проходили курсы переподготовки при формировавшейся в Мюнзингене 1-й дивизии РОА.

### В Хорватии
В начале 1945 года Калмыцкий кавалерийский полк (правда, уже без лошадей) был отправлен в Хорватию, где вошёл в состав 3-й Пластунской дивизии 15-го казачьего кавалерийского корпуса СС.
В начале апреля 1945 года полк получил новое наименование — 606-й калмыцкий пехотный полк.

## После войны
После капитуляции нацистской Германии корпус оказался в американской зоне оккупации.
Согласно Ялтинским соглашениям, военнослужащие корпуса были выданы СССР.
Калмыки, оставшиеся в Западной Германии, в большинстве своём выехали в 1950 году в США.
- так, в начале 1950-х из ФРГ в США выехали бывший начальник штаба корпуса, капитан вермахта Д. Ц. Арбаков (в дальнейшем проживал в Филадельфии) и бывший командир 2-го дивизиона, обер-лейтенант вермахта Азда Болдырев (в дальнейшем проживал в городе Хавен, штат Пенсильвания)[28].

## Дополнительная информация
Лишь малая часть калмыцкого населения (4 %) СССР являлась пособниками немцев. Калмыки внесли вклад в победу СССР в Великой Отечественной войне, они воевали в Красной Армии, в составе партизанских отрядов и разведывательно-диверсионных групп. Многие калмыки получили звание Героя Советского Союза.
- например, 110-я отдельная Калмыцкая кавалерийская дивизия РККА участвовала в боях на Дону, у реки Маныч и на Северном Кавказе.
- калмыками являлись 124 из 220 добровольцев, подготовленных в разведшколе № 005 и переброшенных в тыл противника к 12 ноября 1942 года. Они участвовали в партизанской деятельности на оккупированной территории Калмыцкой АССР и сопредельных территориях, многие из них погибли[36].
- помимо партизанского движения на территории Калмыкии, калмыки участвовали в партизанском движении на других территориях СССР (так, М. А. Сельгиков участвовал в партизанском движении на территории Погарского района Орловской области РСФСР, а М. В. Хонинов — на территории Березинского района Могилёвской области БССР)